# Eupithecia bytinskii
Eupithecia bytinskii är en fjärilsart som beskrevs av Louis Beethoven Prout. Eupithecia bytinskii ingår i släktet Eupithecia och familjen mätare. Inga underarter finns listade i Catalogue of Life.